# Periplasma
O periplasma é uma matriz concentrada parecida com gel no espaço entre a membrana citoplasmática interior e a membrana bacterial exterior chamada de espaço periplasmático na bactéria Gram-negativa. Foi descoberto através da criomicroscopia eletrônica, que um espaço periplasmático muito menor está presente na bactéria Gram-positiva.